# Sebastián Cuattrin
Sebastián Cuattrin (Rosário, 6 de setembro de 1973) é um canoista naturalizado brasileiro, nascido na Argentina.
Aos cinco anos se mudou para Governador Valadares, e depois de praticar vários esportes aos 13 anos se entusiasmou com a canoagem, passando a remar diariamente no rio Doce. Em 1989 já ganhava o Campeonato Mineiro, na categoria Infantil.  Em 1991, naturalizou-se brasileiro e no ano seguinte se tornou o primeiro canoísta a representar o país nos Jogos Olímpicos de Barcelona 1992. Acabaria aparecendo em mais três olimpíadas, com seu melhor resultado sendo um oitavo lugar em Atlanta 1996. Em cinco edições dos Jogos Pan-Americanos, ganhou 11 medalhas, com sua última aparição no Rio 2007 garantindo seu único ouro no K-4 1000 m (ao lado de Roberto Maheler, Carlos Campos e Edson Silva). Também foi o primeiro brasileiro a vencer uma etapa da Copa do Mundo de Canoagem, em 1998. Após o Pan se aposentou, começando a trabalhar na Confederação Brasileira de Canoagem. Em 2022, junto de Sebastian Szubski bateu um recorde do Guinness World Records ao remar os 200 km do rio Tâmisa em 21 horas e 57 minutos.